# Саламандра (фильм, 1928)
«Саламандра» (нем. Salamander) — немой чёрно-белый художественный фильм 1928 года, снятый советским режиссёром Григорием Рошалем по сценарию Георгия Гребнера и Анатолия Луначарского на студиях Межрабпомфильм и Прометеусфильм (Берлин).
Премьера состоялась 4 декабря 1928 года.
В 2015 году озвучен на студии «Два-К».

## Сюжет
Фильм основан на реальных событиях и показывает трагические эпизоды из жизни австрийского учёного биолога-материалиста Пауля Каммерера (1880—1926), затравленного мракобесами от науки и католическими реакционерами и покончившего с собой.
Действие фильма перенесено в Германию, в Лейпциг, в котором правят духовенство и аристократия, поднимает голову фашизм, а рабочий класс вынужден жить в нужде. Здесь работает профессор Цанге, один из немногих, который сочувствует беднякам.
Как только учёный на основе своих опытов на саламандрах делает открытие, что их наследственность зависит от внешних факторов, он становится опасным для существующего политического строя. Духовенство в сговоре с аристократией решает избавиться от него.

## Критика
Фильм снимался с большим размахом. К участию в постановке были привлечены крупные творческие силы: в качестве сорежиссёра М. Доллер, художником В. Егоров, оператором Л. Форестье. Часть эпизодов снималась в Германии, куда выезжала специальная экспедиция.
Решенная сценаристами и постановщиком в жанре, близком к мелодраме, картина в целом оказалась ниже своей большой и ответственной темы и была справедливо раскритикована прессой.

## В ролях
- Бернгард Гетцке — профессор Занге (Цанге)
- Николай Хмелёв — принц Карлштейн, фашист
- Наталья Розенель — Фелиция, жена профессора
- Эльза Темари — Берта, ассистент Цанге
- Сергей Комаров — Бржезинский, иезуит
- Владимир Фогель — барон-реакционер
- Михаил Доллер — Филонов, ассистент Цанге
- Александр Чистяков — Прайер, печатник
- Александр Громов — Штромбах
- Анатолий Луначарский —  камео
- Анна Земцова

В 2006 году фильм был представлен на варшавском кинофестивале «Праздник немого кино» («Święto Niemego Kina»).